# Опараку, Моби
Моби Патрик Опараку (англ. Mobi Patrick Oparaku; родился 1 декабря 1976 года в Оверрие, Нигерия) — нигерийский футболист, защитник известный по выступлениям за сборной Нигерии. Победитель Олимпийских игр 1996 года в Атланте. Участник Чемпионата мира 1998 года.

## Клубная карьера
В 1993 году Опараку начал карьеру в возрасте 17 лет в одном из самых успешных клубов Нигерии «Хартленде». В первом сезоне он не часто выходил на поле, но во втором смог завоевать место и в основном составе. В 1995 году в команде начались проблемы и Моби в качестве главной звезды клуба решил переехать в Европу. Он поехал на просмотр в бельгийский «Андерлехт» и успешно прошёл его. С Моби был подписан контракт, но он не смог выиграть конкуренцию за место в основе. Полгода он провел на скамейке запасных после чего перешёл в клуб второго дивизиона «Тюрнхаут». В новом клубе Опарку зарекомендовал себя, как один из лучших защитников и после двух сезонов перешёл в «Каппеллен». В сезоне 1999/2000 он едва не вылетел с клубом из второго дивизиона, после чего покинул команду.
В 2000 году Опараку переехал в США. В начале он выступал за мини-футбольную команду «Вичита Вингс», после выступал за клубы USL «Эль-Пасо Патриотс» и «Коннектикут Вулвз». Летом 2001 года Моби поехал на Ямайку, где выступал за команду второго дивизиона «Риволи Юнайтед». Он получал мало времени и решил закончить карьеру в возрасте 28 лет.
В 2005 году Опараку вернулся на родину, где возобновил карьеру в клубе «Гетэвей». В 2008 году он перешёл в «Эньимбу», где после двух сезонов завершил карьеру.

## Международная карьера
В 1993 году в составе юношеской сборной Нигерии Опараку выиграл юношеский Чемпионат мира в Японии.
11 июня 1995 года в матче против сборной США Моби дебютировал за сборную Нигерии. В 1996 году в составе национальной команды Опараку выиграл Олимпийские игры в Атланте. В 1998 году он в составе сборной принял участие в Чемпионате мира во Франции. На турнире Опараку был запасным и провел всего 70 минут матча против сборной Испании.

## Достижения
Международные
 Нигерия
- Олимпийские игры — 1996